# Geigerkopf
Der Geigerkopf (3174 m ü. A.) ist ein Berggipfel des Tauernhauptkamms in der Venedigergruppe an der Landesgrenze zwischen Tirol (Bezirk Lienz) und Salzburg (Bezirk Zell am See) bzw. an der Gemeindegrenze zwischen Prägraten am Großvenediger und Neukirchen am Großvenediger. Das Datum der Erstbesteigung des Geigerkopfes ist unbekannt. Die erste Überschreitung erfolgte durch Hubert Peterka am 28. August 1929. 

## Lage
Der Geigerkopf ist ein flacher Felsrücken am Ostgrat des Großen Geigers (3360 m ü. A.). Er befindet sich zwischen dem Kleiner Maurerkeeskopf im Osten und dem Großen Geiger im Westen, wobei der Geigerkopf vom Kleinen Maurerkeeskopf durch den Breiten Sattel (3107 m ü. A.) und vom Großen Geiger durch das Geigerschartl (3142 m ü. A.) getrennt wird. Südlich des Geigerkopfs liegt das Maurerkees, aus dem der Maurerbach entspringt, nördlich befindet sich das Obersulzbachkees.

## Aufstiegsmöglichkeiten
Der Normalweg auf den Geigerkopf führt über den Großen Geiger, der über den Normalweg von der Essener-Rostocker Hütte erreicht werden kann. Vom Großen Geiger steigt man in der Folge über den Ostgrat in das Geigerschartl ab und folgt dem Grat weiter in leichter Kletterei (I) bis zum Felsrücken des Geigerkopfs. Der Gratübergang vom Kleinen Maurerkeeskopf weist hingegen wesentlich schwierigere Kletterstellen (stellenweise III) auf. 